# Aeroportul Regional Danville
Aeroportul Regional Danville (IATA: DAN, ICAO: KDAN, FAA LID: DAN) este un aeroport din Virginia, Statele Unite ale Americii ce deservește zona Danville⁠(d). Aeroportul a fost tranzitat în 2019 de 30 de pasageri. A fost numit după zona deservită.
Situat la o altitudine de 174 m, aeroportul dispune de 2 piste.

## Infrastructură

### Piste
Aeroportul dispune de 2 piste. Pista 2/20 are suprafața de asfalt și dimensiunile 5.900 picioare × 100 picioare. Pista 13/31 are suprafața de asfalt și dimensiunile 3.910 picioare × 100 picioare. 